# Майорово (Крым)
Майо́рово (до 1948 года Уч-Кую́-Кипча́к; укр. Бикове, крымскотат. Üç Quyu Qıpçaq, Учь Къую Къыпчакъ) — исчезнувшее село в Черноморском районе Республики Крым, располагавшееся на севере района, в степной части Крыма, примерно в 2 км северо-восточнее современного села Зайцево.

### Динамика численности населения
| - 1806 год — 134 чел. - 1889 год — 169 чел. - 1892 год — 121 чел. - 1900 год — 140 чел. | - 1915 год — 125/6 чел. - 1926 год — 137 чел. - 1939 год — 135 чел. |

## История
Первое документальное упоминание сёл встречается в Камеральном Описании Крыма… 1784 года, судя по которому, в последний период Крымского ханства Учкую входил в Тарханский кадылык Козловскаго каймаканства. После присоединения Крыма к России (8) 19 апреля 1783 года, (8) 19 февраля 1784 года, именным указом Екатерины II сенату, на территории бывшего Крымского ханства была образована Таврическая область и деревня была приписана к Евпаторийскому уезду. С началом Русско-турецкой войной 1787—1791 годов, весной 1788 года производилось выселение крымских татар из прибрежных селений во внутренние районы полуострова, в том числе и из Уч-Кую-Кипчака. В конце войны, 14 августа 1791 года всем было разрешено вернуться на место прежнего жительства. После павловских реформ, с 1796 по 1802 год входила в Акмечетский уезд Новороссийской губернии. По новому административному делению, после создания 8 (20) октября 1802 года Таврической губернии, Уч-Кую-Кипчак был включён в состав Яшпетской волости Евпаторийского уезда.
По Ведомости о волостях и селениях, в Евпаторийском уезде с показанием числа дворов и душ… от 19 апреля 1806 года, в деревне Учкую-кипчак числилось 15 дворов и 134 жителя крымских татар. На военно-топографической карте генерал-майора Мухина 1817 года деревня Учкую кипчак обозначена с 24 дворами. После реформы волостного деления 1829 года Учкую Кипчак, согласно «Ведомости о казённых волостях Таврической губернии 1829 года», остался в составе Яшпекской волости. На карте 1836 года в деревне 20 дворов, а на карте 1842 года деревня Учкую-Кыпчак обозначена с 22 дворами.
В 1860-х годах, после земской реформы Александра II, деревню приписали к Курман-Аджинской волости. По обследованиям профессора А. Н. Козловского 1867 года, вода в колодцах деревни была солоноватая, а их глубина колебалась от 1 до 5 саженей (от 2 до 10 м). Согласно «Памятной книжке Таврической губернии за 1867 год», деревня Учкую кипчак была покинута в результате эмиграции крымских татар, особенно массовой после Крымской войны 1853—1856 годов, в Турцию и лежала в развалинах. Когда произошло новое заселение деревни, неизвестно, но на трёхверстовой карте Шуберта 1865—1876 года в деревне Уч-Кую-Кипчак отмечено уже 10 дворов. По «Памятной книге Таврической губернии 1889 года», включившей результаты Х ревизии 1887 года, в деревне Уч-Кую-Кипчак числилось 30 дворов и 169 жителей. Согласно «…Памятной книжке Таврической губернии на 1892 год», в деревне Учкую-Кипчак, входившей в Карлавский участок, был 121 житель в 21 домохозяйстве.
Земская реформа 1890-х годов в Евпаторийском уезде прошла после 1892 года; в результате Учкую-Кипчак приписали к Донузлавской волости. По «…Памятной книжке Таврической губернии на 1900 год», в деревне числилось 140 жителей в 18 дворах. По Статистическому справочнику Таврической губернии. Ч.II-я. Статистический очерк, выпуск пятый Евпаторийский уезд, 1915 год, в селе Учкую-Кипчак Донузлавской волости Евпаторийского уезда числилось 25 дворов с татарскими жителями в количестве 125 человек приписного населения и 6 — «постороннего», из которых 62 мужчины и 69 женщин. Жители землёй не владели, в хозяйствах имелось 64 лошади, 37 волов, 20 коров и 254 головы мелкого скота.
После установления в Крыму Советской власти, по постановлению Крымревкома от 8 января 1921 года № 206 «Об изменении административных границ» была упразднена волостная система и образован Евпаторийский уезд, в котором создан Ак-Мечетский район и село вошло в его состав, а в 1922 году уезды получили название округов. 11 октября 1923 года, согласно постановлению ВЦИК, в административное деление Крымской АССР были внесены изменения, в результате которых округа были отменены, Ак-Мечетский район упразднён и село вошло в состав Евпаторийского района. Согласно Списку населённых пунктов Крымской АССР по Всесоюзной переписи 17 декабря 1926 года, в селе Учкую-Кипчак, Керлеутского сельсовета Евпаторийского района, числилось 33 двора, все крестьянские, население составляло 137 человек, из них 100 татар и 37 русских. Согласно постановлению КрымЦИКа от 30 октября 1930 года «О реорганизации сети районов Крымской АССР», был восстановлен Ак-Мечетский район (по другим данным, это произошло 15 сентября 1931 года), и село вновь включили в его состав. По данным всесоюзной переписи населения 1939 года в селе проживало 135 человек.
В 1944 году, после освобождения Крыма от фашистов, согласно Постановлению ГКО СССР № 5859 от 11 мая 1944 года, 18 мая крымские татары были депортированы в Среднюю Азию. С 25 июня 1946 года Муссали в составе Крымской области РСФСР. Указом Президиума Верховного Совета РСФСР от 18 мая 1948 года Уч-Кую-Кипчак переименовали в Майорово. 26 апреля 1954 года Крымская область была передана из состава РСФСР в состав УССР. Ликвидировано до 1960 года, поскольку в «Справочнике административно-территориального деления Крымской области на 15 июня 1960 года» селение уже не значилось (согласно справочнику «Крымская область. Административно-территориальное деление на 1 января 1968 года» — в период с 1954 по 1968 годы, как посёлок Межводненского сельсовета).